# Gustav Altegoer
Gustav Altegoer (* 19. Juni 1859 in Bochum; † 1. September 1934 ebenda) war ein deutscher Politiker (Zentrum).

## Leben
Gustav Altegoer machte nach dem Volksschulabschluss eine Lehre zum Maler. Er besuchte eine Fortbildungs- und Fachschule, wurde Malermeister und hatte eine eigene Tapeten-, Glas- und Farbenhandlung in Bochum. Neben seiner beruflichen Tätigkeit verfasste er volkswirtschaftliche Artikel für die örtlichen Zeitungen und die Fachpresse. Er war Mitglied der Handwerkskammer Dortmund und Vorstandsmitglied des Handwerkerbundes Westfalen-Lippe.
Altegoer war von 1906 bis 1912 Stadtverordneter in Bochum und bis 1924 dort ehrenamtliches Magistratsmitglied. Seit etwa 1919 war er Zweiter Vorsitzender der Zentrumspartei in Bochum-Stadt, außerdem Mitglied des Parteivorstands Bochum und des Parteivorstands der Provinz Westfalen. 1919 bis 1921 war Altegoer für die Zentrumspartei Mitglied der Verfassunggebenden Preußischen Landesversammlung und von 1921 bis 1933 Abgeordneter des Preußischen Landtages.